# Югаваралит
Югаваралит (англ. Yugawaralite) — редкий минерал из группы цеолитов, алюмосиликат кальция. Назван по месту первого обнаружения (термальный источник Югавара, префектура Канагава, Япония).

## Свойства
Югаваралит — прозрачный минерал со стеклянным блеском. Имеет твердость по шкале Мооса 4,5. Встречается в виде небольших кристаллов моноклинной сингонии. Югаваралит открыт в 1952 году.

## Название на других языках
- немецкий — Yugawaralit;
- японский — 湯河原沸石;
- испанский — Yugawaralita;
- английский — Yugawaralite.